# Saurenchelys fierasfer
Saurenchelys fierasfer är en fiskart som först beskrevs av Jordan och Snyder, 1901.  Saurenchelys fierasfer ingår i släktet Saurenchelys och familjen Nettastomatidae. IUCN kategoriserar arten globalt som livskraftig. Inga underarter finns listade i Catalogue of Life.